# Sextortion
Il termine sextortion (parola macedonia nata dalla combinazione dei termimi sex ovvero "sesso" ed extortion cioè "estorsione"), letteralmente tradotto in italiano come estorsione sessuale o minaccia sessuale, indica una forma di ricatto, estorsione o alle volte truffa perpetuata su internet utilizzando materiale multimediale sessualmente esplicito come forma di coercizione psicologica e non fisica per estorcere o barattare favori sessuali o denaro alla vittima. 
Un primo utilizzo del termine risale al 1950.
La persona che effetta il sextortion compie l'atto utilizzando, come mezzo di coercizione e di minaccia, l'eventuale pubblicazione o diffusione di materiale multimediale o informazioni sessuali della vittima.

## Storia
Un primo utilizzo del termine viene attestato nella stampa californiana nel 1950 e all'interno di articolo del Stampa Sera.
Dall'inizio del 2009 l'Institute for Responsible Online and Cell-Phone Communication (iroc2.org) ha iniziato ad avvisare gli utenti sulla tendenza della "sextortion" tramite eventi e siti web appositi,.tra cui la creazione del dominio "www.sextortion.org". Si tratta di una fenomenologia cresciuta collateralmente al diffondersi del "sexting", in cui immagini e video espliciti vengono condivisi da un individuo ad un altro senza una reale comprensione delle conseguenze a breve e lungo termine della condivisione di contenuti "privati" su strumenti digitali progettati per la ricondivisione.
Nel 2009, International Association of Women Judges (IAWJ) in collaborazione con il governo dei Paesi Bassi, ha lanciato un programma triennale chiamato Stopping the Abuse of Power through Sexual Exploitation: Naming, Shaming, and Ending Sextortion ("Fermare l'abuso di potere attraverso lo sfruttamento sessuale: nominare, vergognare e porre fine alla sestorsione"). A tal proposito sono state organizzate meeting e presentazioni sulla sextortion ai giudici partecipanti alle conferenze mondiali biennali della IAWJ del 2010 e 2012 e alle ONG presenti ai convegni del 2011 e del 2012 della Commissione delle Nazioni Unite sullo status delle Donne.
Esistono anche studi scientifici che descrivono la fenomenologia e diffusione della sextortion in Europa, come quello effettuato in Repubblica Ceca nel 2017. Anche in Cina si registrano casi di sextortion, nell’ambito dei prestiti universitari forniti agli studenti.
Nel 2022 il Centro canadese per la protezione dell'infanzia ha notato una triplicazione dei casi rispetto agli anni precedenti e un consistente aumento delle vittime di sesso maschile rispetto a quelle di sesso femminile, che inizialmente erano la maggioranza.